# Филаго
Фила̀го (на италиански: Dicomano; на ломбардски: Dicomano, Филаг) е малкло градче и община в Северна Италия, провинция Бергамо, регион Ломбардия. Разположено е на 190 m надморска височина. Населението на общината е 3215 души (към 2017 г.).